# Prix de Croix
Prix de Croix är ett travlopp för 5-åriga varmblodstravare (hingstar och ston) som körs på Vincennesbanan i Vincennes utanför Paris varje år i mitten av januari under det franska vintermeetinget. Loppet körs över distansen 2850 meter med fransk voltstart. Det är ett Grupp 2-lopp, det vill säga ett lopp av näst högsta internationella klass. Förstapris i loppet är 54 000 euro.
I 2017 års upplaga av loppet segrade In Vain Sund tränad av Daniel Redén som den första icke-franskfödda hästen någonsin i loppet. Han vann dessutom på nytt löpningsrekord med tiden 1.12,5 över 2850 meter. Även den svenska hästen Power segrade i 2021 års upplaga av loppet. Svenskfödda Conlight Ås kom på tredjeplats i 2016 års upplaga.

## Vinnare
| År   | Häst               | Land      | Kusk                  | Tränare               | Tid    |
| ---- | ------------------ | --------- | --------------------- | --------------------- | ------ |
| 2025 | Koctel du Dain     | Frankrike | David Thomain         | Philippe Allaire      | 1'12"7 |
| 2024 | Jushua Tree        | Frankrike | Jean-Michel Bazire    | Jean-Michel Bazire    | 1'12"6 |
| 2023 | Idao de Tillard    | Frankrike | Clément Duvaldestin   | Thierry Duvaldestin   | 1'15"3 |
| 2022 | Hohneck            | Frankrike | François Lagadeuc     | Philippe Allaire      | 1'13"6 |
| 2021 | Power              | Sverige   | Éric Raffin           | Robert Bergh          | 1'16"2 |
| 2020 | Feliciano          | Frankrike | David Thomain         | Philippe Allaire      | 1'13"4 |
| 2019 | Erminig d'Oliverie | Frankrike | Franck Nivard         | Franck Leblanc        | 1'13"5 |
| 2018 | Davidson du Pont   | Frankrike | Jean-Michel Bazire    | Jean-Michel Bazire    | 1'14"4 |
| 2017 | In Vain Sund       | Sverige   | Franck Nivard         | Daniel Redén          | 1'12"5 |
| 2016 | Belina Josselyn    | Frankrike | Jean-Michel Bazire    | Jean-Michel Bazire    | 1'13"  |
| 2015 | Anna Mix           | Frankrike | Franck Nivard         | Franck Leblanc        | 1'12"7 |
| 2012 | Vigove             | Frankrike | Pierre Vercruysse     | Franck Leblanc        | 1'16"6 |
| 2013 | Un Mec d'Héripré   | Frankrike | Matthieu Abrivard     | Fabrice Souloy        | 1'14"4 |
| 2012 | Treskool du Caux   | Frankrike | Tony Le Beller        | Tony Le Beller        | 1'13"5 |
| 2011 | Son Alezan         | Frankrike | Éric Raffin           | Franck Leblanc        | 1'13"9 |
| 2010 | Rolling d'Héripré  | Frankrike | Jean-Michel Bazire    | Fabrice Souloy        | 1'15"2 |
| 2009 | Quitus du Mexique  | Frankrike | Franck Anne           | Sébastien Guarato     | 1'14"8 |
| 2008 | Première Steed     | Frankrike | Franck Nivard         | Fabrice Souloy        | 1'14"8 |
| 2007 | Opus Viervil       | Frankrike | Christophe Gallier    | Christophe Gallier    | 1'15"7 |
| 2006 | Neutron du Cébé    | Frankrike | Michel Lenoir         | Patrick Orrière       | 1'15"7 |
| 2005 | Magot du Ravary    | Frankrike | Dominik Cordeau       | Dominik Cordeau       | 1'14"6 |
| 2004 | Love You           | Frankrike | Jean-Pierre Dubois    | Jean-Pierre Dubois    | 1'16"5 |
| 2003 | Kourgana           | Frankrike | Jean-Étienne Dubois   | Jean-Étienne Dubois   | 1'16"5 |
| 2002 | Jain de Beval      | Frankrike | Dominiek Locqueneux   | Pierre-Desiré Allaire | 1'16"6 |
| 2001 | Ispalion Jarzeen   | Frankrike | Joseph Verbeeck       | Jean Warin            | 1'15"6 |
| 2000 | Hugo du Bossis     | Frankrike | Olivier Raffin        | Jean Raffin           | 1'16"9 |
| 1999 | Goetmals Wood      | Frankrike | Bernard Piton         | Jean-Paul Piton       | 1'15"6 |
| 1998 | Fine Goutte        | Frankrike | Paul Viel             | Paul Viel             | 1'17"5 |
| 1997 | Écu de Beziau      | Frankrike | Yves Dreux            | Yves Dreux            | 1'19"  |
| 1997 | Echo               | Frankrike | Jean-Étienne Dubois   | Jean-Étienne Dubois   | 1'19"  |
| 1996 | Défi d'Aunou       | Frankrike | Jean-Étienne Dubois   | Jean-Étienne Dubois   | 1'17"2 |
| 1995 | Cèdre du Vivier    | Frankrike | Jean-Pierre Thomain   | Jean-Yves Lecuyer     | 1'15"9 |
| 1994 | Best Bourbon       | Frankrike | Jean-Philippe Dubois  | Jean-Philippe Dubois  | 1'16"9 |
| 1993 | As du Clos         | Frankrike | Jules Lepennetier     | Jules Lepennetier     | 1'17"8 |
| 1992 | Vasquez            | Frankrike | Jean-Pierre Dubois    | Jean-Pierre Dubois    | 1'18"4 |
| 1991 | Ultra Ducal        | Frankrike | Paul Viel             | Paul Viel             | 1'17"6 |
| 1990 | Ténor de Baune     | Frankrike | Jean-Baptiste Bossuet | Jean-Baptiste Bossuet | 1'17"9 |
| 1989 | Sancho Pança       | Frankrike | Joël Hallais          | Joël Hallais          | 1'18"5 |
| 1988 | Renoso             | Frankrike | Paul Viel             | Paul Viel             | 1'19"9 |
| 1987 | Quito de Couronne  | Frankrike | Joël Hallais          | Joël Hallais          | 1'19"5 |
| 1986 | Pabeilo            | Frankrike | Bernard Oger          | Léopold Verroken      | 1'20"7 |
| 1985 | Ourasi             | Frankrike | Jean-René Gougeon     | Jean-René Gougeon     | 1'19"2 |
| 1984 | Norgusson          | Frankrike | Stig Engberg          | Stig Engberg          | 1'21"3 |
| 1983 | Mon Tourbillon     | Frankrike | Jean-Pierre Viel      | Jean-Pierre Viel      | 1'19"  |
| 1982 | L'Alezan           | Frankrike | Michel Lenoir         | René Veslard          | 1'21"9 |
| 1981 | Képi Vert          | Frankrike | Roger Baudron         | Roger Baudron         | 1'20"1 |
| 1980 | Jorky              | Frankrike | Léopold Verroken      | Léopold Verroken      | 1'20"7 |
| 1979 | Idéal du Gazeau    | Frankrike | Eugène Lefèvre        | Eugène Lefèvre        | 1'18"9 |
| 1978 | Hadol du Vivier    | Frankrike | Jean-René Gougeon     | Jean-René Gougeon     | 1'20"  |